# Jerzy Kostorz
Jerzy Henryk Kostorz (ur. 1968) – dr hab. nauk teologicznych, polski duchowny katolicki.

## Życiorys
Święcenia kapłańskie przyjął w 1994. Specjalizuje się w katechetyce. Jest adiunktem Katedry Katechetyki, Pedagogiki i Psychologii Religii Wydziału Teologicznego Uniwersytetu Opolskiego. Został opiekunem duszpasterstwa akademickiego Resurrexit dla studentów UO. W sierpniu 2021 został Rzecznikiem Etyki PZPN.

## Publikacje
- Wychowanie religijne u progu trzeciego tysiąclecia (wraz z Radosławem Chałupniakiem, 2001), ISBN 83-88071-14-9,
- Aktywizacja w katechezie (wraz z Radosławem Chałupniakiem, 2002), ISBN 83-88939-22-X,
- Biblia w katechezie (wraz z Janem Kochelem, 2005), ISBN 83-60244-15-4,
- Ekumeniczny wymiar posoborowej katechezy w Polsce (2007), ISBN 978-83-60244-64-7.